# Hydrometrisk flygel
Hydrometrisk flygel är ett instrument som används för att mäta vattnets hastighet i till exempel vattendrag, kanaler och öppna diken. Vattenströmmen får flygelns propeller att rotera med en hastighet som i princip är proportionell mot vattnets strömhastighet. Propellern är sedan kopplat till ett räkneverk. Tröskelvärdet, där propellern börjar snurra, är ofta några centimeter per sekund. Flygeln kräver både underhåll och kalibrering med jämna intervall.
För att kunna göra flygelmätningar i ett vattendrag, fordras en god kännedom om hur vattenhastigheten varierar i vattendraget, både i sidled och i djupled.